# Frédéric Edelmann
Pour les articles homonymes, voir Edelmann.
Frédéric Edelmann, né le 16 août 1951 à Paris, où il meurt le 25 janvier 2024, est un journaliste français, longtemps au quotidien Le Monde, critique d’architecture, spécialiste de l’architecture contemporaine en Chine.

## Biographie

### Origines et études
Issu d'une fratrie de trois enfants, Frédéric Edelmann est le fils d'un polytechnicien, ingénieur et peintre, et d'une illustratrice. Il grandit à Paris, rue du Cherche-Midi.
Il fait une hypokhâgne et étudie l'architecture mais il préfère rapidement se consacrer à ses projets, notamment pour la SEITA (une exposition sur les pipes pour son musée ou encore la rédaction d’une encyclopédie consacrée au tabac). Il se penche vers l'archéologie et la chiromancie, travaille au cabinet de travestis de la Grande Eugène, écrit pour Le Gai Pied, sort dans les boîtes de nuit parisiennes de Fabrice Emaer et voyage beaucoup. Il suit les cours de Michel Foucault au Collège de France.

### Carrière professionnelle
Entré au Monde en 1977, Frédéric Edelmann en a été chef-adjoint du service culturel de 1981 à 1984. Il est membre de la Société des rédacteurs du Monde à partir de 1979, et écrit principalement sur l’architecture, l’urbanisme et le patrimoine. Grand Prix national de la critique architecturale (1990), il était membre associé de l’Académie d’architecture. Il chronique notamment les grands travaux du président François Mitterrand.

### Vie associative

#### Lutte contre le sida
Cofondateur avec Daniel Defert et Jean-Florian Mettetal de l’association AIDES, Frédéric Edelmann en est le secrétaire général de 1985 à 1987, assisté par Richard Descoings. Il met notamment en place le secteur prévention-information et la permanence téléphonique, devenue depuis nationale. À partir de 1987, il fait partie du groupe de volontaires qui rejoignent ARCAT-SIDA, alors présidée par Pierre Bergé. Il en est secrétaire général puis président (1996-1997) et fonde en 1989 le Journal du sida. Il organise trois colloques sur l’information et le sida : en 1988 au Centre Pompidou, en 1992 à l’Arche de la Défense puis en 1995 à la Bibliothèque nationale de France. Il dirige la publication de Dix clefs pour comprendre l’épidémie, ouvrage publié avec Vincent Quivy par Le Monde éditions (1996).

#### Patrimoine
Il est cofondateur (1992) avec François Bloch-Lainé de l’association Patrimoine sans frontières, puis président (1994-1997). L’association est notamment intervenue pour tenter de préserver le centre ville de Beyrouth, le patrimoine de Croatie et de Bosnie, la photothèque de Skodra (Albanie) et la transmission de techniques de construction traditionnelles au Cameroun. Il cède la présidence à Béatrice de Durfort en 1997. L’association PSF est ensuite présidée par Henri Simon.

### Chine
Au tournant du XXIe siècle, Frédéric Edelmann chronique les mutations importantes que connaît la Chine en matière d'architecture.
De 1998 à 2008, il participe aux travaux de l’Observatoire de l’architecture contemporaine en Chine (Cité de l’architecture et du patrimoine). Il est coorganisateur en 2005 du colloque franco-chinois sur la Ville, l’architecture, le patrimoine à l’université Tongji (Shanghai).
En 2008, il est commissaire des expositions « Dans la ville Chinoise » et « Positions, une nouvelle génération d’architectes chinois » (Paris, Barcelone, Valence).

### Vie privée
Bisexuel, il a été le compagnon du médecin Jean-Florian Mettetal, militant contre le sida, dont celui-ci est mort ; il a épousé Caroline Bagros, qui a travaillé pour la Caisse des dépôts sur le projet de l'Arche de la Défense.
Dans les années 1970, Frédéric Edelmann manque de mourir, renversé par une voiture. En 1996, il se pense condamné par le sida mais l'arrivée des trithérapies le sauve. Il a aussi souffert d'une encéphalite doublée d'une méningite et a développé deux cancers. Passionné par les églises, il a déclaré avoir la foi, sans être croyant : « Ça m’a été utile, au moment où je m’enfonçais dans le sida, ça sert toujours ».

### Mort
Il meurt le 25 janvier 2024 à l'âge de 72 ans à l'hôpital Saint-Antoine (Paris).

## Publications (sélection)
- Encyclopédie du Tabac, Éd Le Temps, 1975.
- Chicago : 150 ans d'architecture : 1833-1983, Paris Art Center, IFA, ENSBA, 1983.
- Dix clefs pour comprendre l'épidémie : dix années de la lutte avec Arcat-sida, (publié avec Vincent Quivy), Le Monde Éditions, 1996.
- Créer La Ville, Paroles d’architectes, Éd : Le Monde, L’Aube, 2003.
- Positions, une nouvelle génération d’architectes chinois, Cité de l’architecture et du Patrimoine, ACTAR, 2008.
- Dans la ville chinoise, Cité de l’architecture et du Patrimoine, ACTAR, 2008.
- Frédéric Edelmann, Ian Luna, Rafaël Magrou, Moshen Mostafavi : Louis Vuitton : Architecture et intérieurs, Éditions de la Martinière, 2011.
- Made by Chinese - Architecture, Éditions Galerie Enrico Navarra, 2013.

## Distinctions
- Chevalier de la Légion d'honneur (ministère de la Santé, 2002)[2]
- Officier de l'ordre des Arts et des Lettres
- Grand prix national de la critique en 1990 (ministère de l’Équipement)
- Médaille de l'analyse architecturale, et membre associé de l'Académie d'architecture
- Médaille et citation de la ville de Chicago[1] (1984)
- Premi ciutat de Barcelona (2005) (Projecció internacional de la ciutat de Barcelona)[1],[3]